# Hermsdorf/Erzgebirge
Hermsdorf/Erzgeb. är en Gemeinde i Landkreis Sächsische Schweiz-Osterzgebirge i Sachsen, Tyskland, med cirka 800 invånare. Det ligger mellan Altenberg och Frauenstein i östra Erzgebirge vid den tjeckiska gränsen.
Kommunen ingår i förvaltningsområdet Altenberg tillsammans med staden Altenberg.
Ortsteile är Seyde och Neuhermsdorf. Det ursprungliga namnet var Hermannsdorf.